# NGC 6070
NGC 6070 је спирална галаксија у сазвежђу Змија која се налази на NGC листи објеката дубоког неба.
Деклинација објекта је + 0° 42' 36" а ректасцензија 16h 9m 58,6s. Привидна величина (магнитуда) објекта NGC 6070 износи 11,8 а фотографска магнитуда 12,5. Налази се на удаљености од 31,044 милиона парсека од Сунца. NGC 6070 је још познат и под ознакама UGC 10230, MCG 0-41-4, CGCG 23-17, IRAS 16074+0050, PGC 57345.